# Шаре (Мерт и Мозел)
Шаре (фр. Charey) насеље је и општина у североисточној Француској у региону Лорена, у департману Мерт и Мозел која припада префектури Тул.
По подацима из 2011. године у општини је живело 75 становника, а густина насељености је износила 8,06 становника/km². Општина се простире на површини од 9,31 km². Налази се на средњој надморској висини од 242 метара (максималној 312 m, а минималној 205 m).

## Демографија
| 1962. | 1968. | 1975. | 1982. | 1990. | 1999. | 2011. |
| ----- | ----- | ----- | ----- | ----- | ----- | ----- |
| 102   | 106   | 75    | 68    | 71    | 64    | 75    |

График промене броја становника у току последњих година